# Menno Baars
Menno Baars (Utrecht, 4 oktober 1967) is een Nederlands cardioloog en beeldend kunstenaar. Daarnaast is hij onder de artiestennaam Winand actief als singer-songwriter. Hij is prins uit het huis van Mataram, Surakarta (Indonesië).

## Levensloop
Menno Baars studeerde medicijnen aan de Rijksuniversiteit Utrecht en aan de Harvard Medical School in Boston. In het St. Antonius Ziekenhuis in Utrecht volgde hij de opleiding tot cardioloog. Op kunstgebied is Baars autodidact. Hij woont en werkt in Flevoland. De BaarsFabriek, zijn atelier, bevindt zich in Lelystad.
Baars exposeert en manifesteert zich internationaal met monumentale schilderijen en live art performance.
In 2006 kwam een overzicht uit van recent werk ("Hart Voor Elkaar") samen met gedichten van Nederlands Dichter des Vaderlands, Groninger Driek van Wissen. In 2007 schilderde hij voor onder andere de koninklijke familie tijdens het prestigieuze Peter Stuijvesant Gala in New York. In mei 2008 beschilderde Baars een vliegtuig vanuit een helikopter op Lelystad Airport. In juni 2009 schilderde hij het zeil van een zeilboot al varend op zee. Hij deed dat tijdens de Volvo Ocean Race 08/09 op de Delta Lloyd boot tijdens een stop in de haven van Stockholm.
Op 12 november 2009 werd BaarsFant, de door Menno Baars beschilderde olifantensculptuur uit de Elephant Parade Amsterdam 2009, in de Westergasfabriek geveild door Veilinghuis Christie's voor 35.000 euro. In 2010 nam Baars, samen met onder anderen de Britse kunstenaars David Hockney en Tracey Emin en de Amerikaanse modeontwerper Tommy Hilfiger deel aan de Elephant Parade London 2010. In juni 2010 beschilderde Baars een heteluchtballon van 800 m² in opdracht van de gemeente Lelystad. De BaarsBallon zou vijf jaar door Nederland varen als stadspromotie voor Lelystad. Op 29 januari 2011 werd in Leeuwarden tijdens de Racing-Expo de door Baars beschilderde BMW M3 GTR art car onthuld. Baars zei hierover: "Enerzijds, moest deze krachtige auto iets van de betovering uitdrukken die het mij geeft. Anderzijds moest het op vitaliteit en vruchtbaarheid wijzen. Deze BMW heeft nu naast snelheid ook schoonheid. Mijn BMW symboliseert zowel immense dynamiek als ongebreidelde levenslust." In 2013 lanceerde hij de Pinguin Parade, een tentoonstelling van handgemaakte en beschilderde pinguïns. In datzelfde jaar stopte hij als cardioloog in het ziekenhuis en begon hij een eigen zelfstandig behandelcentrum voor cardiologie. 2014 werd ook het jaar waarin hij zijn schilderstijl verdiepte door meer transparantie en variatie in de doeken te brengen naast ragfijne tekeningen en lijnen. 
Ook in de muziek is Baars autodidact. Hij profileert zich als singer-songwriter met uitsluitend eigen composities. Als indie-release op het label Records DK werd in juli 2025 voor het eerst muziek van Baars gepubliceerd onder de artiestennaam Winand. Een van zijn composities, Sex Mobile, werd 13 jaar na productie, uitgebracht op Spotify’s en Apple Music. In 2011-2012 heeft Baars intensief samengewerkt met jazzmusicus en arrangeur Machiel Scholder aan het muziek-album For The Love Of Life dat echter nooit is afgemaakt. In 2025 werd deze samenwerking weer opgepakt en is de verwachting dat het album alsnog zal worden uitgebracht onder de nieuwe titel Pulse of Creation.